# 古川組
古川組（ふるかわぐみ）は、兵庫県尼崎市に本部を置く暴力団で、指定暴力団・神戸山口組の二次団体。四代目古川組組長 親泊吉広。
2017年に分裂し、絆會傘下で「二代目古川組」（山崎博司組長）を名乗った脱退勢力は山崎組長引退後の現在は「尼崎睦会」に改称し六代目山口組系弘道会傘下となっている。

## 概要
特異な治安環境を持つ尼崎には山口組有力二次団体が3つ存在した。それが大平組・古川組・真鍋組である。
なかでも古川組初代・古川雅章は初代大平組で最高幹部を務めていたが、古川組として山口組二次団体に昇格した。古川組独立後も大平組とは友好関係にあった。
古川組は過去、東京と沖縄に事務所を展開していた。沖縄県に設立された琉真会は、第4次沖縄抗争勃発のきっかけとなった。その第4次沖縄抗争は時任三郎主演の実録ヤクザ映画『海燕ジョーの奇跡』で描かれている。

## 略歴
- 1980年（昭和55年）6月 - 大平組傘下から三代目山口組の二次団体に昇格する。
- 2005年（平成17年）10月 - 若頭・古川恵一が二代目古川組組長に就任し、六代目山口組若中となった。
- 2015年（平成27年）12月8日 - 六代目山口組を離脱。
- 同年12月9日 - 神戸山口組に参画。
- 2017年（平成29年）7月6日 - 三代目体制となる。古川恵一は総裁となり、三代目組長に仲村良松が就任した。
- 2019年（令和元年）11月27日 - 尼崎市神田南通1の路上で古川恵一が六代目山口組二代目竹中組元組員に殺害される。実行犯は京都府警に逮捕された[2][3][4][5][6][7]。

## 歴代組長

### 初代・古川雅章
（六代目山口組舎弟／五代目山口組若頭補佐／四代目山口組若中／三代目山口組若中／大平組舎弟頭）
本名は古川真澄。1980年6月に三代目山口組若中となる。2005年に引退し、2006年に死去した。

### 二代目・古川恵一
（神戸山口組幹部／六代目山口組若中／古川組若頭／真道会会長）59歳没
雅章の実子。
25歳でヤクザとなる。2005年に古川組の二代目を継承し、六代目山口組直参に昇格した。
2015年12月、六代目山口組から脱退し、神戸山口組に移籍する。神戸山口組では若中から幹部に昇格し、2017年に三代目古川組総裁に就任、跡目を仲村石松に譲った。
2019年11月27日に尼崎市神田南通1の路上で自動小銃M16で襲撃を受け弾丸15発を浴び急逝。同日、京都市内で京都府警が銃刀法違反容疑などで愛知県江南市に住む無職52歳を現行犯逮捕。2021年2月19日、神戸地方裁判所（小倉哲浩裁判長）は「残虐きわまりない犯行。一般市民にも被害が及びかねなかった」として、殺人や銃刀法違反などの罪に問われた六代目山口組系元組員に求刑通り無期懲役を言い渡した。

### 三代目・仲村石松
（神戸山口組若頭補佐／任侠団体山口組本部長補佐／三代目琉真会会長）66歳没
琉真会で長らく最高幹部を務めた経歴を持ち、琉真会の三代目を継承した。
任侠団体山口組が設立された際に移籍し本部長補佐に就任したものの、すぐに神戸山口組に戻った。
上部団体の神戸山口組で若頭補佐を務めていたが、2022年に癌で死去。

### 四代目・親泊吉広
三代目古川組舎弟頭→四代目古川組組長

## 出身組織
- 大興會 - 元傘下組織。任侠団体山口組に移籍し、三代目大平組に改称する。組長・中村彰宏（任侠山口組若中）は、六代目山口組の直参であった中村天地朗（引退）の実子である。
- 権太会 - 元傘下組織。任侠団体山口組が発足すると移籍したものの、神戸山口組側に帰参。その後、六代目山口組系三代目弘道会傘下野内組に移籍する。会長の平野権太は、野内組相談役に就任している。
- 坂田会 - 東京都新宿区に本拠を置く。旧・坂勝会。神戸山口組→任侠山口組→神戸山口組→六代目山口組と渡り歩き、野内組傘下組織となる。会長・坂田勝良は、三代目弘道会直参と野内組舎弟頭補佐を兼務している。
- 二代目石元会 - 古川組の東京での拠点とされる。神戸山口組→任侠山口組→神戸山口組と移籍を続け、2018年9月6日に解散。
初代の石元正弘は関東連合・石元太一の実父であるが、太一がこの組織に関わったことはない。
- 琉真会 - 六代目山口組側と神戸山口組側に分裂している。

## 内部分裂（2017年）
2017年5月、二代目古川組若頭・山崎博司が三代目古川組組長を名乗り、古川組組員の多くを率いて任侠団体・山口組（現・絆會）に移籍した。さらに同年6月には

“初代への原点回帰を目的として二代目古川組に改称し、古川組二代目組長は山崎とする”

との声明を出す。内容は古川恵一の優柔不断さなどを非難し、二代目と認めないとするものであった。
2020年8月、山崎博司の引退に伴い、最高幹部が組織名を尼崎睦会（あまがさきむつみかい）に改称し、六代目山口組系三代目弘道会傘下に移籍した。

### 組長・山崎博司
二代目古川組若頭であったが、2017年4月30日、任侠団体山口組に参画。この際に古川恵一を追放した経緯を記した簡潔な文書を業界内関係先に送付した。
任侠山口組・絆會では本部長補佐や本部長を歴任し、2020年8月11日に引退した。

### 本部事務所
五代目山口組時代の1990年頃に古川雅章が開設した事務所であり、山崎博司が奪取し、2017年10月以降は任侠山口組そのものの本部機能を持つこととなる。
2018年9月4日に行政の使用禁止の仮処分が認可された事で閉鎖され、2021年に入り解体された。